# Shawinigan
Shawinigan je město v kanadské provincii Québec. Leží na řece svatého Mořice. V roce 2011 v něm žilo 50 060 obyvatel.

## Dějiny
V roce 1651 se jako první Evropan v místě Shawiniganu objevil kněz Buteaux. V roce 1902 získalo vzniklé sídlo status města.